# (34520) 2000 SC187
2000 SC187 (asteroide 34520) é um asteroide da cintura principal. Possui uma excentricidade de 0.06193420 e uma inclinação de 9.81716º.
Este asteroide foi descoberto no dia 21 de setembro de 2000 por NEAT em Haleakala.